# Zitrullinämie Typ I
Die Zitrullinämie Typ 1 ist die häufigste Form der Zitrullinämie, einer seltenen angeborene Stoffwechselerkrankung mit Mangel an Argininosuccinat-Synthase, einem Enzym aus dem Harnstoffzyklus. Hauptmerkmal ist die Hyperammonämie.
Synonyme sind: ASS-Mangel; Argininosuccinat-Synthase-Mangel; CTLN1; Citrullinämie Typ I; Klassische Zitrullinämie; Citrullinurie
Die Erstbeschreibung stammt aus dem Jahre 1962 durch die kanadischen Ärzte W. C. McMurray, F. Mohuyuddin und Mitarbeiter.

## Verbreitung
Die Häufigkeit wird mit 1 bis 9 zu 100.000 angegeben, die Vererbung erfolgt autosomal-rezessiv.

## Ursache
Der Erkrankung liegen Mutationen im ASS1-Gen auf Chromosom 9 Genort q34.11 zugrunde, welches für die Argininosuccinat-Synthase kodiert.

## Einteilung
Je nach Beginn und Schwere der Krankheitszeichen kann unterschieden werden:
- - Akute neonatale Zitrullinämie Typ 1, Synonyme: Citrullinämie, akute neonatale, Typ I; Klassische Zitrullinämie Typ 1[4]
  - Adulte Zitrullinämie Typ 1, Synonyme: Citrullinämie, adulte, Typ I; Zitrullinämie Typ 1, spät-beginnende[5]

## Klinische Erscheinungen
Klinische Kriterien sind:
- Vermehrung von Citrullin und Orotsäure, Verminderung von Arginin
- Krankheitsbeginn kurz nach der Geburt (akut neonatale Form) oder erst als Jugendliche (adulte Form)
- Hyperammonämie mit fortschreitender Lethargie bis zum Koma
- Gedeihstörung und Erbrechen (akut neonatale Form)
- Anorexie, Wachstumsverzögerung, Psychomotorische Retardierung und Krampfanfälle (adulte Form)

## Diagnose
Die Diagnose ergibt sich aus der Blutuntersuchung mit Nachweis eines erhöhten Plasmaspiegels von Ammoniak sowie der vermehrten Ausscheidung von Orotsäure im Urin.

## Therapie
Die Behandlung besteht in lebenslanger stark protein-reduzierter Diät, zusätzlich können Arginin und Natriumbenzoat mit Phenylbutyrat gegeben werden.